# Школа Џулијард
Школа Џулијард (енгл. Juilliard School), често скраћено Џулијард, је приватни конзерваторијум сценских уметности у Њујорку. Основао га је Френк Дамрош под називом Институт за музичку уметност, док касније додаје плесне и драмске програме и постаје Школа Џулијард, по свом главном добротвору Огастусу Д. Џулијарду. Сматра се једном од најпрестижнијих школа сценских уметности на свету и сврстава се међу најбоље школе за сценске уметности.